# Holger Wölk
Holger Wölk (* 25. Oktober 1968) ist ein deutscher ehemaliger Schwimmsportler. Er hat mit der Deutschen Behindertenschwimmnationalmannschaft an den Kurzstrecken über 100 m, 200 m und über die Mittelstrecke über 400 m an drei Paralympischen Sommerspielen teilgenommen.

## Werdegang
1983 begann Wölk in einem Schwimmverein auf Leistungssport-Niveau zu trainieren. Mit 15 Jahren nahm er an den Paralympischen Sommerspielen 1984 in New York City teil. Dort wurde er im 100-m-Rückenschwimmen Zweiter. Besonders erfolgreich war er bei den folgenden Paralympischen Sommerspielen 1988: Er gewann insgesamt vier Goldmedaillen, und zwar über 100 m Freistil, über 100 m Rücken, 200 m Individual Medley und im 400 m Freistil.
Bei den Paralympischen Sommerspielen 1992 in Barcelona gewann Wölk die Goldmedaille im 100 m Freistilschwimmen. Eine weitere Goldmedaille erkämpfte er sich im 100-m-Brustschwimmen. Zu guter Letzt gewann er mit der 4 × 100-m-Lagenstaffel in der Besetzung Holger Wölk, Geert Jährig, Detlef Schmidt und Jochen Hahnengress noch einmal Gold.
Für den Medaillengewinn bei den Paralympischen Sommerspielen 1992 wurden er und die Staffelmitglieder von Bundespräsident Richard von Weizsäcker mit dem Silbernen Lorbeerblatt ausgezeichnet. Wölk war Aktivensprecher der Nationalmannschaft und später als Trainer tätig.
Wölk war 14 Jahre beim Deutschen Behindertensportverband aktiv, bevor er zum Behinderten- und Rehabilitationssportverband Nordrhein-Westfalen wechselte. Dort ist er seit 2015 stellvertretender Geschäftsführer und Abteilungsleiter Sport.
1981 trat Wölk dem Tipp-Kick-Club Preußen Waltrop bei, dessen Präsident er inzwischen ist. Er wurde unter anderem Deutscher Vizemeister (1992) sowie Ostdeutscher (1992) und Westdeutscher Einzelmeister (2001) in diesem Sport.
Wölk lebt in Dortmund. Er hat einen Sohn.